# Réada Cronin

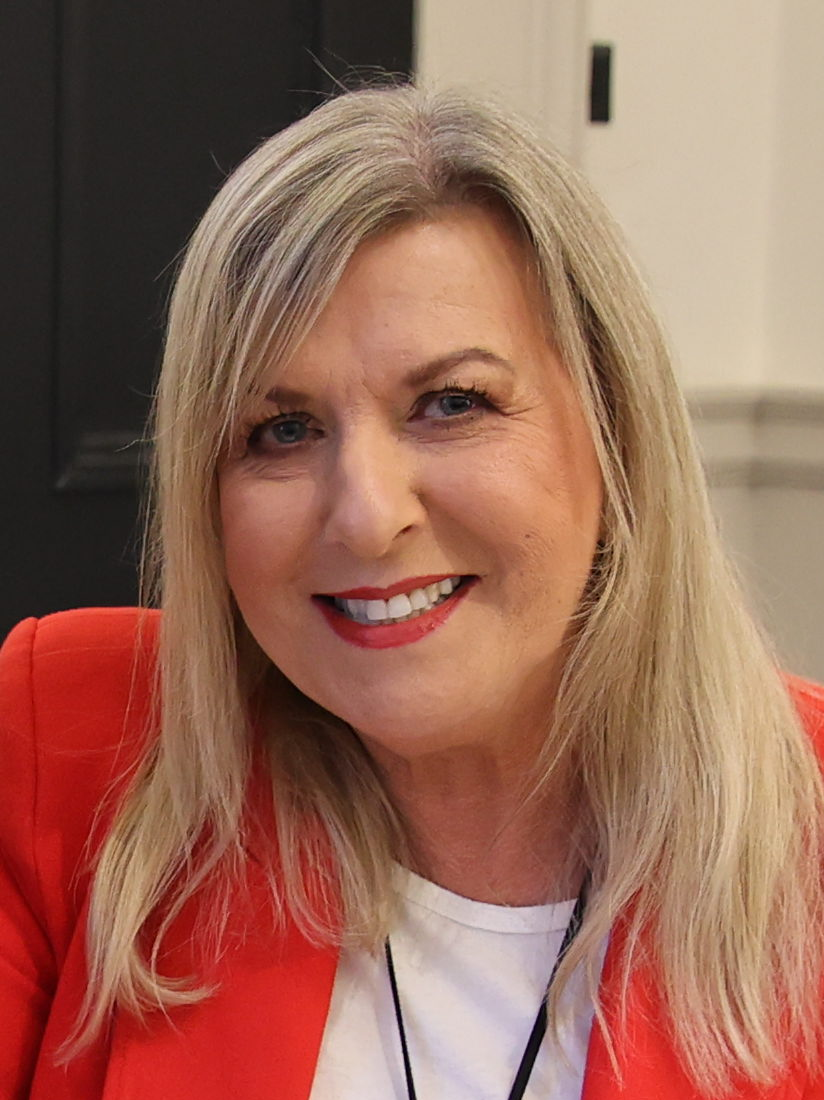
Réada Cronin (2024)

Réada Cronin (* 1963/1964 in Dublin, Irland) ist eine irische Politikerin, die seit 2020 Abgeordnete im Dáil Éireann für die Sinn Féin ist.

## Leben
Vor ihrem Eintritt in die Politik war sie im Pflegebereich tätig. Sie wurde 2014 in den Kildare County Council gewählt. Bei den Wahlen zum Dáil Éireann 2016 versuchte sie erstmals, allerdings ohne Erfolg, im Wahlkreis Kildare North gewählt zu werden. Sie verlor 2019 auch ihren Sitz im Kildare County Council. 2020 konnte sie dann in den Dáil Éireann einziehen. Ihren Sitz konnte sie 2024 verteidigen.
Cronin verbreitete in der Vergangenheit mehrfach antisemitische Thesen. Sie unterstellte dem israelischen Mossad, für die Wahlschlappe Jeremy Corbins 2019 verantwortlich zu sein, und verband Hitler mit der Familie Rothschild.
Ihre Verschwörungstheorien betrafen die Fluorbeigabe in das Trinkwasser und vermutete Pädophilie bei irischen Richtern.
Ein von ihr und ihrem Mann errichteter 1-Millionen-Euro-Schwarzbau wurde nachträglich durch den Finanzminister legalisiert.
Vom Januar 2023 bis Januar 2025 war sie Mitglied der parlamentarischen Versammlung des Europarats.

## Privates
Mit ihrem Mann Donal Quinn hat Réada Cronin vier Kinder.